# Al Parker
Al Parker (bürgerlich Andrew Robert Okun; * 25. Juni 1952 in Natick, Massachusetts; † 17. August 1992 in San Francisco, USA) war ein US-amerikanischer Filmregisseur, Filmproduzent und Pornodarsteller.

## Leben
Parker wurde in Natick, Massachusetts, geboren und wuchs in der Umgebung von Boston auf. Mitte der 1970er Jahre zog er nach Kalifornien. Dort wurde er von Hugh Hefner im Playboy Mansion als Butler angestellt. Als Pornodarsteller wurde er vom Filmregisseur Jim French entdeckt, der ihm das Pseudonym Al Parker gab. Parker begann seine Arbeit als Pornodarsteller bei den Brentwood Studios.
Ebenfalls Mitte der 1970er traf Parker den deutlich älteren Richard Cole, der zu seinem Lebensgefährten wurde. 1980 gründeten sie gemeinsam das Filmstudio Surge Studios, dessen Hauptzweck es war, Filme und Videos mit Al Parker zu produzieren. Parker war dabei sowohl als Filmproduzent und Regisseur als auch als Darsteller tätig. Die Surge Studios begannen bald damit, nicht nur die damals üblichen, 12 bis 15 Minuten langen Pornofilmschleifen auf 8-mm-Film zu produzieren, sondern stellten auch Filme mit einem größeren Budget in Spielfilmlänge her. Viele seiner Filme entstanden in der Umgebung von Parkers Haus in Hermosa Beach, Kalifornien. Die Surge Studios gehörten zu den ersten Unternehmen der Pornobranche, die mit dem Aufkommen von AIDS das Praktizieren von Safer Sex zur Pflicht machten.
1986 starb Parkers Lebensgefährte Richard Cole an den Folgen von AIDS. Parker arbeitete nach dessen Tod weiter als Regisseur und Filmproduzent und lernte später den kanadischen Pornodarsteller Justin Cade kennen, mit dem er eine Beziehung einging. Am 17. August 1992 starb Parker an den Folgen von AIDS.
Roger Edmonson veröffentlichte nach dessen Tod unter dem Titel Clone: The Life and Legacy of Al Parker Gay Superstar eine Biographie über Al Parker.

## Trivia
In Ralf Königs Comic Roy & Al ist der Hauptdarsteller ein Sammler alter Al-Parker-Pornofilme auf Super 8. Von einem Freund, der in New York war, bekommt er den Film Lollipops von 1977 in Originalverpackung geschenkt und den von seiner katholischen Mutter geerbten kleinen „Zwerchfell-Terrier“ benennt er von „Fiffi vom Hirschberg“ in „Al“ um.
Im Jahr 2014 veröffentlichte der Noise-Künstler Richard Ramirez unter seinem anderen Pseudonym „Manplug“ den HNW-Tribute-Song Al Parker auf seinem Album Ownership.

## Filmografie (Auswahl)
- Heavy Equipment (1977)
- Inches (1979, deutsch: Lollipop's)
- Wanted (1980)
- Flashbacks (1981, auch: Al Parker’s Flashback)
- Turned On (1982)
- A Few Good Men (1983)
- Dangerous (1983)
- Games (1983)
- The Other Side of Aspen (1983)
- Therapy (1983)
- Weekend Lockup (1983)
- Headtrips (1984)
- One in a Billion (1984)
- Outrage (1984)
- Rangers (1984)
- Strange Places, Strange Things (1984)
- Daddies Plaything (1985)
- Century Mining (1985)
- Hard Disk Drive (1985)
- High Tech (1986)
- Oversize Load (1986)
- The Best of Colt: Part 4 (1986)
- Best of Brentwood 1 (1987)
- Turbo Charge (1987)
- Better Than Ever (1989)
- The Best of Colt Films: Part 10 (1991)
- Overload (1992)
- The Best Of Al Parker (2008, posthum)